# تور جهانی جوآن
تور جهانی جوآن (به انگلیسی: Joanne World Tour) پنجمین تور کنسرت لیدی گاگا خواننده آمریکایی به پشتیبانی از جوآن (۲۰۱۶) پنجمین آلبوم استودیویی وی بود. اجرای کنسرت نخست در ۱ اوت ۲۰۱۷ در ونکوور، کانادا آغاز و در ۱ فوریه ۲۰۱۸ در بیرمنگام، انگلستان پایان یافت.

## فهرست ترانه‌ها
این فهرست ترانه‌های اجراشده، از کنسرت ۱ اوت ۲۰۱۷ در ونکوور ذکر شده. این ترانه‌ها شامل تمام اجراهای کنسرت نمی‌شود.
1. "قلب الماس"
2. "ا-یو"
3. "پوکر فیس"
4. "توهم کامل"
5. "جان وین"
6. "شایسه"
7. "آلهاندرو"
8. "فقط برقص"
9. "بازی عشق"
10. "تلفن"
11. "تشویق"
12. "Come to Mama"
13. "لبه افتخار"
14. "این‌گونه زاده شده‌ام"
15. "بلادی مری"
16. "Dancin' in Circles"
17. "پاپاراتزی"
18. "فرشته غمگین"
19. "جوآن"
20. "داستان عاشقانه بد"
21. "درمان"

Encore
1. "یک میلیون دلیل"

- On certain dates, including all stadium shows, "Bloody Mary", "Dancin' in Circles" and "Paparazzi" were not performed.[۲]
- During the performance in Houston, Gaga performed "Grigio Girls" as part of the encore.[۳]
- During the third Inglewood performance, Mark Ronson joined Gaga on stage to perform "Joanne".[۴]
- During the performance in Milan, Gaga performed an acappella version of "Donatella" for Donatella Versace, who was attending the concert.[۵]

## اجراها
| تاریخ                     | شهر                       | کشور                      | محل برگزاری               | آغازکننده‌ها               | حضار                      | درآمد                     |
| شمال قاره آمریکا – قسمت ۱ | شمال قاره آمریکا – قسمت ۱ | شمال قاره آمریکا – قسمت ۱ | شمال قاره آمریکا – قسمت ۱ | شمال قاره آمریکا – قسمت ۱ | شمال قاره آمریکا – قسمت ۱ | شمال قاره آمریکا – قسمت ۱ |
| ------------------------- | ------------------------- | ------------------------- | ------------------------- | ------------------------- | ------------------------- | ------------------------- |
| ۱ اوت، ۲۰۱۷               | ونکوور                    | کانادا                    | راجرز ارینا               | بدون آغازکننده            | ۱۵٬۶۶۵ / ۱۵٬۶۶۵           | $۱٬۴۳۰٬۶۶۷                |
| ۳ اوت، ۲۰۱۷               | ادمونتون                  | کانادا                    | راجرز پلیس                | بدون آغازکننده            | ۱۵٬۰۰۲ / ۱۵٬۰۰۲           | $۱٬۴۶۶٬۷۱۸                |
| ۵ اوت، ۲۰۱۷               | تاکوما                    | ایالات متحده آمریکا       | گنبد تاکوما               | بدون آغازکننده            | ۱۹٬۲۹۶ / ۱۹٬۲۹۶           | $۲٬۱۵۸٬۹۶۰                |
| ۸ اوت، ۲۰۱۷               | اینگلوود                  | ایالات متحده آمریکا       | د فرم                     | بدون آغازکننده            | ۲۸٬۵۶۷ / ۲۸٬۵۶۷           | $۳٬۶۳۳٬۴۱۰                |
| ۹ اوت، ۲۰۱۷               | اینگلوود                  | ایالات متحده آمریکا       | د فرم                     | بدون آغازکننده            | ۲۸٬۵۶۷ / ۲۸٬۵۶۷           | $۳٬۶۳۳٬۴۱۰                |
| ۱۱ اوت، ۲۰۱۷              | لاس وگاس                  | ایالات متحده آمریکا       | تی-موبایل آرینا           | بدون آغازکننده            | ۱۵٬۸۹۳ / ۱۵٬۸۹۳           | $۲٬۱۳۹٬۸۵۸                |
| ۱۳ اوت، ۲۰۱۷              | سان فرانسیسکو             | ایالات متحده آمریکا       | ای‌تی‌اندتی پارک            | دی‌جی وایت شادو            | ۳۹٬۲۲۵ / ۳۹٬۲۲۵           | $۴٬۶۷۴٬۹۷۲                |
| ۱۵ اوت، ۲۰۱۷              | ساکرامنتو                 | ایالات متحده آمریکا       | گلدن ۱ سنتر               | بدون آغازکننده            | ۱۵٬۵۴۶ / ۱۵٬۵۴۶           | $۱٬۶۶۳٬۲۶۳                |
| ۱۹ اوت، ۲۰۱۷              | اوماها                    | ایالات متحده آمریکا       | سنتوری‌لینک سنتر اوماها    | بدون آغازکننده            | ۱۵٬۸۸۶ / ۱۵٬۸۸۶           | $۱٬۶۹۳٬۰۳۸                |
| ۲۱ اوت، ۲۰۱۷              | سینت پل                   | ایالات متحده آمریکا       | اکسل انرجی سنتر           | بدون آغازکننده            | ۱۶٬۶۱۲ / ۱۶٬۶۱۲           | $۱٬۸۱۳٬۴۰۶                |
| ۲۳ اوت، ۲۰۱۷              | کلیولند                   | ایالات متحده آمریکا       | کویکن لاینز آرینا         | بدون آغازکننده            | ۱۵٬۵۵۲ / ۱۵٬۵۵۲           | $۱٬۶۲۲٬۴۲۸                |
| ۲۵ اوت، ۲۰۱۷              | شیکاگو                    | ایالات متحده آمریکا       | وریگلی فیلد               | دی‌جی وایت شادو            | ۴۱٬۸۴۷ / ۴۱٬۸۴۷           | $۵٬۲۱۳٬۸۲۰                |
| ۲۸ اوت، ۲۰۱۷              | نیویورک                   | ایالات متحده آمریکا       | سیتی فیلد                 | دی‌جی وایت شادو            | ۶۹٬۹۷۸ / ۶۹٬۹۷۸           | $۹٬۵۲۰٬۳۹۰                |
| ۲۹ اوت، ۲۰۱۷              | نیویورک                   | ایالات متحده آمریکا       | سیتی فیلد                 | دی‌جی وایت شادو            | ۶۹٬۹۷۸ / ۶۹٬۹۷۸           | $۹٬۵۲۰٬۳۹۰                |
| ۱ سپتامبر، ۲۰۱۷           | بوستون                    | ایالات متحده آمریکا       | فنوی پارک                 | دی‌جی وایت شادو            | ۶۷٬۶۶۰ / ۶۷٬۶۶۰           | $۸٬۱۱۱٬۶۷۲                |
| ۲ سپتامبر، ۲۰۱۷           | بوستون                    | ایالات متحده آمریکا       | فنوی پارک                 | دی‌جی وایت شادو            | ۶۷٬۶۶۰ / ۶۷٬۶۶۰           | $۸٬۱۱۱٬۶۷۲                |
| ۶ سپتامبر، ۲۰۱۷           | تورنتو                    | کانادا                    | ایر کانادا سنتر           | بدون آغازکننده            | ۳۱٬۵۲۶ / ۳۱٬۵۲۶           | $۳٬۳۲۸٬۸۴۱                |
| ۷ سپتامبر، ۲۰۱۷           | تورنتو                    | کانادا                    | ایر کانادا سنتر           | بدون آغازکننده            | ۳۱٬۵۲۶ / ۳۱٬۵۲۶           | $۳٬۳۲۸٬۸۴۱                |
| ۱۰ سپتامبر، ۲۰۱۷          | فیلادلفیا                 | ایالات متحده آمریکا       | ولز فارگو سنتر            | بدون آغازکننده            | ۳۲٬۲۹۶ / ۳۲٬۲۹۶           | $۳٬۶۲۹٬۹۴۲                |
| ۱۱ سپتامبر، ۲۰۱۷          | فیلادلفیا                 | ایالات متحده آمریکا       | ولز فارگو سنتر            | بدون آغازکننده            | ۳۲٬۲۹۶ / ۳۲٬۲۹۶           | $۳٬۶۲۹٬۹۴۲                |
| شمال قاره آمریکا – قسمت ۲ |                           |                           |                           |                           |                           |                           |
| ۳ نوامبر ۲۰۱۷             | مونترآل                   | کانادا                    |                           | بدون آغازکننده            | ۱۷٬۹۴۶ / ۱۷٬۹۴۶           | $۱٬۵۲۵٬۷۳۲                |
| ۵ نوامبر ۲۰۱۷             | ایندیاناپلیس              | ایالات متحده آمریکا       |                           | بدون آغازکننده            | ۱۵٬۳۷۵ / ۱۵٬۳۷۵           | $۱٬۶۰۶٬۰۱۰                |
| ۷ نوامبر ۲۰۱۷             | دیترویت                   | ایالات متحده آمریکا       |                           | بدون آغازکننده            | ۱۵٬۵۵۰ / ۱۵٬۵۵۰           | $۱٬۷۱۲٬۳۷۸                |
| ۹ نوامبر ۲۰۱۷             |                           | ایالات متحده آمریکا       |                           | بدون آغازکننده            | ۱۵٬۳۹۴ / ۱۵٬۳۹۴           | $۱٬۷۸۴٬۱۰۰                |
| ۱۱ نوامبر ۲۰۱۷            |                           | ایالات متحده آمریکا       |                           | بدون آغازکننده            | ۱۵٬۳۹۴ / ۱۵٬۳۹۴           | $۱٬۷۸۴٬۱۰۰                |
| ۱۳ نوامبر ۲۰۱۷            | لوییویل                   | ایالات متحده آمریکا       |                           | بدون آغازکننده            | ۱۷٬۹۹۷ / ۱۷٬۹۹۷           | $۱٬۹۵۹٬۸۱۴                |
| ۱۵ نوامبر ۲۰۱۷            | کانزاس‌سیتی                | ایالات متحده آمریکا       | اسپرینت سنتر              | بدون آغازکننده            | ۱۵٬۱۱۷ / ۱۵٬۱۱۷           | $۱٬۶۱۲٬۷۱۰                |
| ۱۶ نوامبر ۲۰۱۷            | سنت لوئیس                 | ایالات متحده آمریکا       |                           | بدون آغازکننده            | ۱۶٬۳۴۳ / ۱۶٬۳۴۳           | $۱٬۵۷۷٬۷۰۴                |
| ۱۹ نوامبر ۲۰۱۷            | واشینگتن، دی.سی.          | ایالات متحده آمریکا       |                           | بدون آغازکننده            | ۱۵٬۲۸۸ / ۱۵٬۲۸۸           | $۱٬۹۰۱٬۷۵۴                |
| ۲۰ نوامبر ۲۰۱۷            | پیتسبرگ                   | ایالات متحده آمریکا       |                           | بدون آغازکننده            | ۱۵٬۲۲۸ / ۱۵٬۲۲۸           | $۱٬۶۴۱٬۸۸۸                |
| ۲۸ نوامبر ۲۰۱۷            | آتلانتا                   | ایالات متحده آمریکا       |                           | بدون آغازکننده            | ۱۲٬۱۵۵ / ۱۲٬۱۵۵           | $۱٬۶۱۵٬۸۲۰                |
| ۳۰ نوامبر ۲۰۱۷            | میامی                     | ایالات متحده آمریکا       | امریکن ایرلاینز آرینا     | بدون آغازکننده            | ۱۴٬۷۳۸ / ۱۴٬۷۳۸           | $۱٬۷۷۶٬۷۳۴                |
| ۱ دسامبر ۲۰۱۷             | تمپا                      | ایالات متحده آمریکا       |                           | بدون آغازکننده            | ۱۵٬۱۷۰ / ۱۵٬۱۷۰           | $۱٬۶۲۷٬۷۶۶                |
| ۳ دسامبر ۲۰۱۷             | هیوستون                   | ایالات متحده آمریکا       | تویوتا سنتر               | بدون آغازکننده            | ۱۳٬۱۰۰ / ۱۳٬۱۰۰           | $۱٬۷۱۲٬۳۰۲                |
| ۵ دسامبر ۲۰۱۷             | آستین                     | ایالات متحده آمریکا       |                           | بدون آغازکننده            | ۱۲٬۹۸۱ / ۱۲٬۹۸۱           | $۱٬۴۳۷٬۶۶۰                |
| ۸ دسامبر ۲۰۱۷             | دالاس                     | ایالات متحده آمریکا       | امریکن ایرلاینز سنتر      | بدون آغازکننده            | ۱۵٬۰۴۷ / ۱۵٬۰۴۷           | $۱٬۷۷۱٬۹۳۹                |
| ۹ دسامبر ۲۰۱۷             | اکلاهما سیتی              | ایالات متحده آمریکا       |                           | بدون آغازکننده            | ۱۴٬۰۷۲ / ۱۴٬۰۷۲           | $۱٬۵۱۲٬۴۴۴                |
| ۱۲ دسامبر ۲۰۱۷            | دنور                      | ایالات متحده آمریکا       |                           | بدون آغازکننده            | ۱۵٬۸۵۲ / ۱۵٬۸۵۲           | $۱٬۶۲۰٬۴۷۲                |
| ۱۴ دسامبر ۲۰۱۷            | سالت‌لیک‌سیتی               | ایالات متحده آمریکا       |                           | بدون آغازکننده            | ۱۲٬۶۸۸ / ۱۲٬۶۸۸           | $۱٬۴۲۵٬۲۱۴                |
| ۱۶ دسامبر ۲۰۱۷            | لاس وگاس                  | ایالات متحده آمریکا       |                           | بدون آغازکننده            | ۱۴٬۴۷۸ / ۱۴٬۴۷۸           | $۲٬۱۶۳٬۸۸۰                |
| ۱۸ دسامبر ۲۰۱۷            | اینگلوود                  | ایالات متحده آمریکا       |                           | بدون آغازکننده            | ۱۳٬۲۸۲ / ۱۳٬۲۸۲           | $۱٬۷۰۷٬۰۶۴                |
| اروپا – قسمت ۳            |                           |                           |                           |                           |                           |                           |
| ۱۴ ژانویه ۲۰۱۸            | بارسلون                   | اسپانیا                   |                           | بدون آغازکننده            | ۲۸٬۹۱۸ / ۲۸٬۹۱۸           | $۲٬۱۱۳٬۲۹۸                |
| ۱۶ ژانویه ۲۰۱۸            | بارسلون                   | اسپانیا                   |                           | بدون آغازکننده            | ۲۸٬۹۱۸ / ۲۸٬۹۱۸           | $۲٬۱۱۳٬۲۹۸                |
| ۱۸ ژانویه ۲۰۱۸            | میلان                     | ایتالیا                   | مدیولانوم فوروم           | بدون آغازکننده            | ۱۱٬۱۷۰ / ۱۱٬۱۷۰           | $۱٬۱۰۹٬۳۹۰                |
| ۲۰ ژانویه ۲۰۱۸            | آمستردام                  | هلند                      |                           | بدون آغازکننده            | ۱۵٬۳۹۷ / ۱۵٬۳۹۷           | $۱٬۴۶۵٬۰۸۹                |
| ۲۲ ژانویه ۲۰۱۸            | آنتورپ                    | بلژیک                     |                           | بدون آغازکننده            | ۱۵٬۵۳۳ / ۱۵٬۵۳۳           | $۱٬۴۳۵٬۴۵۲                |
| ۲۴ ژانویه ۲۰۱۸            | هامبورگ                   | آلمان                     |                           | بدون آغازکننده            | ۱۰٬۵۸۷ / ۱۰٬۵۸۷           | $۱٬۰۵۵٬۹۵۰                |
| ۳۱ ژانویه ۲۰۱۸            | بیرمنگام                  | انگلستان                  |                           | بدون آغازکننده            | ۱۲٬۴۵۶ / ۱۲٬۴۵۶           | $۱٬۱۳۸٬۱۲۶                |
| ۱ فوریه ۲۰۱۸              | بیرمنگام                  | انگلستان                  |                           | بدون آغازکننده            | ۹٬۵۲۲ / ۹٬۵۲۲             | $۷۹۹٬۷۰۸                  |
| جمع                       | جمع                       | جمع                       | جمع                       | جمع                       | ۸۴۱٬۹۳۵ / ۸۴۱٬۹۳۵ (۱۰۰٪)  | $۹۴٬۹۱۱٬۷۸۳               |

## اجراهای لغو شده
| تاریخ           | شهر           | کشور     | محل برگزاری           | دلیل                                        |
| --------------- | ------------- | -------- | --------------------- | ------------------------------------------- |
| ۱۵ سپتامبر ۲۰۱۷ | ریو دو ژانیرو | برزیل    | بارا المپیک پارک      | بستری شدن برای درد بدن ناشی از فیبرومیالژیا |
| ۴ فوریه ۲۰۱۸    | لندن          | انگلستان | ورزشگاه او۲ آرنا لندن | درد بدن ناشی از فیبرومیالژیا                |
| ۶ فوریه ۲۰۱۸    | منچستر        | انگلستان | منچستر آرنا           | درد بدن ناشی از فیبرومیالژیا                |
| ۸ فوریه ۲۰۱۸    | لندن          | انگلستان | ورزشگاه او۲ آرنا لندن | درد بدن ناشی از فیبرومیالژیا                |
| ۱۱ فوریه ۲۰۱۸   | زوریخ         | سوئیس    |                       | درد بدن ناشی از فیبرومیالژیا                |
| ۱۳ فوریه ۲۰۱۸   | کلن           | آلمان    |                       | درد بدن ناشی از فیبرومیالژیا                |
| ۱۵ فوریه ۲۰۱۸   | استکهلم       | سوئد     | اریکسون گلوب          | درد بدن ناشی از فیبرومیالژیا                |
| ۱۷ فوریه ۲۰۱۸   | کپنهاگ        | دانمارک  |                       | درد بدن ناشی از فیبرومیالژیا                |
| ۲۰ فوریه ۲۰۱۸   | پاریس         | فرانسه   |                       | درد بدن ناشی از فیبرومیالژیا                |
| ۲۱ فوریه ۲۰۱۸   | پاریس         | فرانسه   |                       | درد بدن ناشی از فیبرومیالژیا                |
| ۲۳ فوریه ۲۰۱۸   | برلین         | آلمان    |                       | درد بدن ناشی از فیبرومیالژیا                |

## یادداشت
1. ↑  The concert of November 3, 2017 in Montreal at the Bell Centre was originally planned to take place on September 4, 2017, but was rescheduled due to respiratory infection and laryngitis.[۱۱]
2. ↑  All the European dates were postponed from their original events to 2018 due to hospitalization for body pain caused by fibromyalgia.[۱۲]
3. ↑  The show on September 15, 2017, in Rio de Janeiro would have been a part of the Rock in Rio festival. Maroon 5 replaced Gaga as headliner.[۱۴]